# Kazuto Sakata

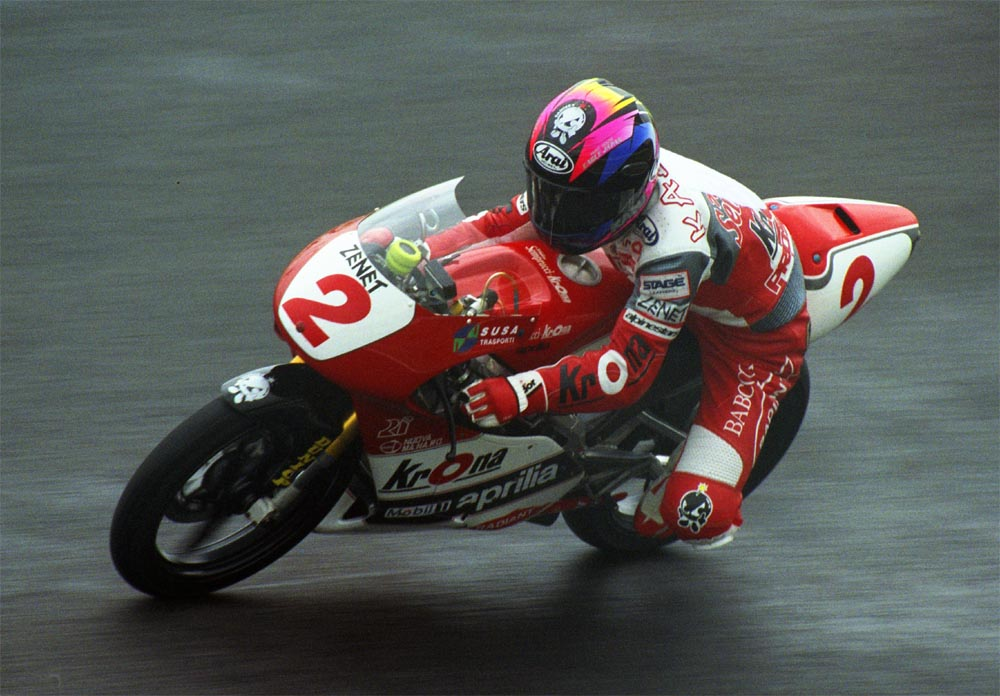
Kazuto Sakata vid Japans GP 1994.

Kazuto Sakata, född den 15 augusti 1966 i Tokyo, Japan är en f.d. 125GP-mästare 1994 och 1998.

## Segrar 125GP
| Nummer | Grand Prix     | År   |
| ------ | -------------- | ---- |
| 1      | Spanien        | 1993 |
| 2      | Tjeckien       | 1993 |
| 3      | Australien     | 1994 |
| 4      | Spanien        | 1994 |
| 5      | Österrike      | 1994 |
| 6      | Tjeckien       | 1994 |
| 7      | Storbritannien | 1995 |
| 8      | Tjeckien       | 1995 |
| 9      | Japan          | 1998 |
| 10     | Spanien        | 1998 |
| 11     | Frankrike      | 1998 |
| 12     | Storbritannien | 1998 |